# Уордор-стрит

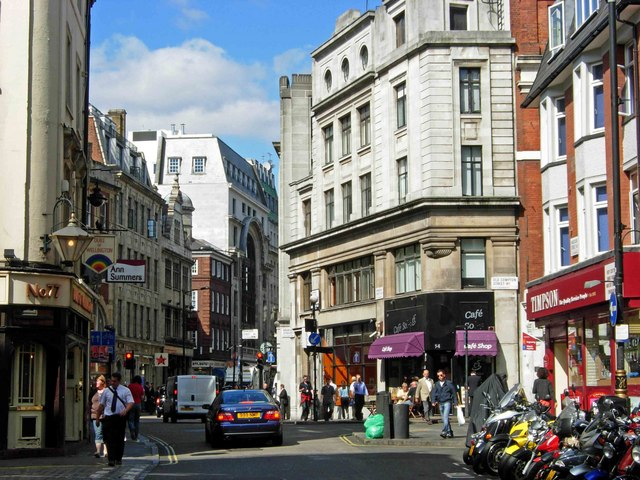
Уордор-стрит, вид на север со стороны церкви Святой Анны

Уордор-стрит (англ. Wardour Street, [/ˈwɔːrdɔːr/]) — улица с односторонним движением расположенная в районе Сохо (Вестминстер, Лондон), которая проходит на север от Лестер-сквер через Чайна-таун, Шефтсбери-авеню и Оксфорд-стрит. В XX веке улица стала центром британской киноиндустрии и популярной музыкальной сцены.

## История
На картах и планах местности с тех пор, как они были впервые напечатаны, на месте Уордор-стрит существовала дорога, самое раннее упоминание которой относится к елизаветинской эпохе. В 1585 году, чтобы урегулировать юридический спор, был подготовлен план местности (нынешнего Вест-Энда). Спор шел о поле расположенном в той местности, где сегодня находится Бродвик-стрит. План был очень точным, основной маршрут носил название Колманхедж-лейн (англ. Colmanhedge Lane) и пролегал через поля от места известного как «Дорога из Виксбриджа в Лондон» (Оксфорд-стрит) до Кокспер-стрит (нынешнее название). Старый план показывает, что эта дорога почти в точности повторяет современную улицу, включая повороты на Брюер-стрит и Олд-Комптон-стрит.
Дорога также являлась главной магистралью на карте Фейторна и Ньюкорта, составленной между 1643 и 1647 годами. Хотя у неё нет названия, указано, что на ней расположено около 24 домов, а также большой «Игровой дом» — примерно на северо-западном углу современной Лестер-сквер. На карте также отмечена большая ветряная мельница примерно в 50 ярдах к западу от нынешней церкви Святой Анны (текущее направление Грейт-Уиндмилл-стрит).
Название «Колманхедж-лейн» просуществовало недолго — на карте 1682 года, составленной Огилби и Морганом, переулок разделен на три части. Северная часть обозначена как SO HO (Сохо), средняя часть — Уиткомб-стрит, а остальная часть, начиная с Джеймс-стрит на юг, — Хедж-лейн. На карте неясно, где проходит граница между Сохо и Уиткомб-стрит — возможно, где-то между Комптон-стрит и Джеррард-стрит. Эти три названия также фигурируют на карте Мордена и Леа 1682 года.
Уордор-стрит была переименована и начала застраиваться в 1686 году, о чём свидетельствует мемориальная доска, ранее висевшая на доме на углу с Бродвик-стрит. Владельцем этой земли был Сэр Эдвард Уордор, и нынешний участок Бродвик-стрит — между Уордор-стрит и Бервик-стрит — носил название Эдвард-стрит, как указывает Джон Рок. К 1720 году ни одна из сторон улицы не была полностью застроена. Рок очень точно изображает обе дороги на своей крупномасштабной карте 1746 года. От Оксфорд-стрит на юг до Мирд-стрит теперь проходит Уордор-стрит; затем на юг до Комптон-стрит — Олд-Сохо; затем вниз до Ковентри-стрит — Принсес-стрит. На протяжении Лестер-сквер это Уикомб-стрит и, наконец, Хедж-лейн, которая теперь начинается на Пантон-стрит, а не на Джеймс-стрит.

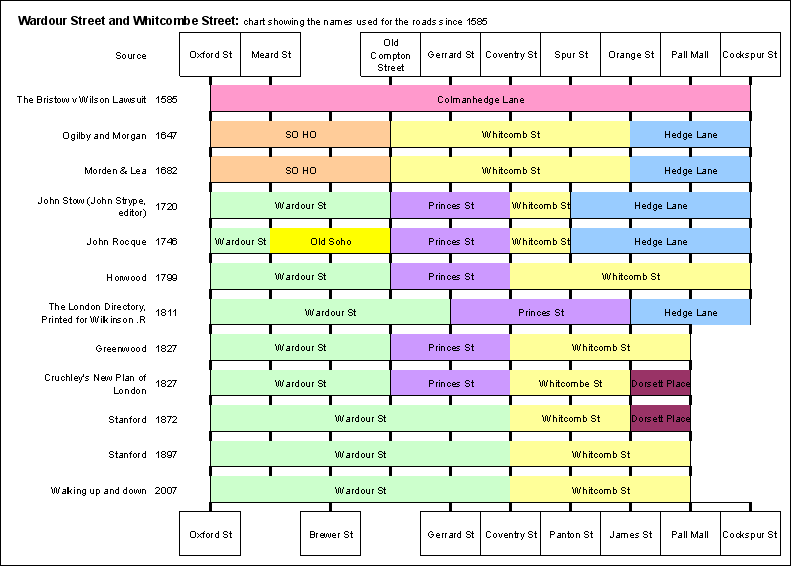
Таблица изменения названия и протяженности Уордор-стрит начиная с 1585 года

К концу XXVIII-го века Ричард Хорвуд на большой карте 1799 года использует те же названия, но отсутствуют Олд-Сохо и Хедж-лейн. Таким образом остаются только улицы Уордор, Принсес и Уиткомб. К тому времени дома получили индивидуальные номера и подробно показаны на его карте.
Названия на карте Кристофер Гринвуда 1872 года почти те же, хотя территория на южной оконечности была перестроена. Дорога теперь заканчивается на Пэлл-Мэлл-Ист, и граница между Уордор-стрит и Принсес-стрит, возможно, немного сместилась на север.
В 1846 году новая карта Лондона, составленная Джорджем Крачли, демонстрирует изменения в южной части города. Улицы Уордор, Принсес и Уиткомб остаются в прежних пределах; однако Уиткомб-стрит теряет несколько сотен ярдов в южной части, и от Джеймс-стрит до Пэлл-Мэлл теперь располагается Дорсет-плейс.
Принсес-стрит все еще фигурирует на карте 1871 года, составленной Управлением артиллерийского вооружения. На карте Центрального Лондона 1897 года, составленной Эдвардом Стэнфордом, размером 6 дюймов на милю, этом районе значатся только две улицы: Уордор-стрит от Оксфорд-стрит до Ковентри-стрит и Уиткомб-стрит к югу от нее. С тех пор они не менялись в границах, хотя нумерация домов была рационализирована примерно в 1896 году.
В конце XIX-го века Уордор-стрит была известна мебельными магазинами и антикварными лавками, а также мастерскими для художников (с продажей соответствующих принадлежностей). Члены семьи Райт занималась различными видами бизнеса, связанными с искусством и мебелью, в период с 1827 по 1919 годы (располагавшись в домах под номерами 22, 23, 26, 134 и 144). В частности, начиная с 1856 года, изготовлением картинных рам для Лондонской национальной галереи, когда они изготовили большую раму для картины «Поклонения волхвов» Паоло Веронезе, которая по прежнему находится в нём на экспозиции. Выражение «Уордор-стритский английский» обозначает использование практически устаревших слов для эффектности, таких как anent, оно происходит от некогда большого скопления антикварных магазинов в этом районе. Уроженец Парижа скрипичный мастер Жорж Шано III много лет владел магазином и мастерской по изготовлению скрипок в доме № 157.

## XX век

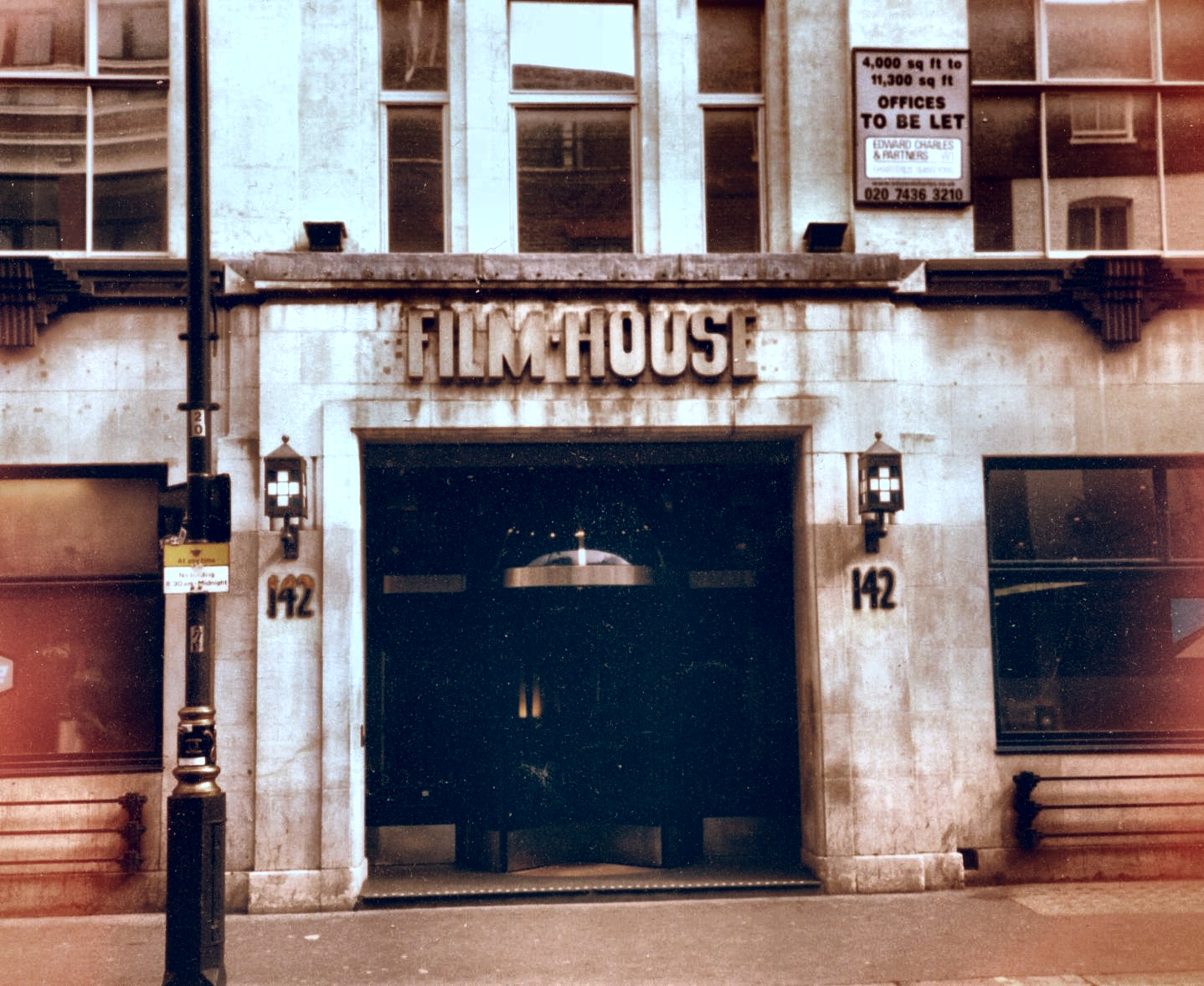
Дом Кино на Уордур-стрит, 142, бывшая штаб-квартира кинокомпании Associated-British Pathé

В XX веке улица стала центром британской киноиндустрии со штаб-квартирами многих крупных производственных и дистрибьюторских компаний. К концу века большинство крупных кинокомпаний переехали в другие места, оставив несколько небольших независимых продюсерских компаний по-прежнему базирующихся в этом районе.
С 1935 года клуб на Уордор-стрит, дом 37, располагался подпольный джаз-клуб The Shim Sham Club, популярный среди чернокожей и гомосексуальной публики (владельцам которого был Айк Хэтч), а также его преемник — клуб The Rainbow Roof. С 1957 по 1967 годы здания под номерами 33-37 занимал клуб The Flamingo Club. Клуб Vortex, расположенный на Уордор-стрит, дом 203, упоминается в песне The Jam «A-Bomb in Wardour Street». Основанный как диско-клуб Crackers, в 1977 году принимал концерты первых панк-групп, таких как Siouxsie and the Banshees, The Slits и Adam and the Ants. В доме 90, с 1964 по 1988 годы, был расположен клуб Marquee, который в начале 2020-х годов был переделан в ресторан-бар под названием Floridita, над которым находится эксклюзивный многоквартирный дом Soho Lofts. С конца 1960-х годов и по сей день на Уордур-стрит, дом 159, находится ночной клуб St Moritz. В здании №178 расположен супермаркет Europa (филиал сети магазинов канцелярских товаров фирмы Ryman). На Уордур-стрит, дом 195, находилось музыкальная школа Эрика Гилдера (позднее это здание было снесено).

## XXI век
На этой улице, к северу от Шафтсбери-авеню, базируются более 30 ресторанов и баров. К югу от Шафтсбери-авеню расположено большое количество популярных китайских ресторанов, в том числе многоэтажный Wong Kei (занимающий здания 41-43). Установленная на нём синяя табличка Совета графства Лондона, посвящена художнику по костюмам и мастеру париков Вилли Кларксону, чей бизнес ранее базировался в этом месте.
Улица пересекается с Лайл-стрит, Джеррард-стрит, Руперт-Корт, Дэнси-плейс, Шефтсбери-авеню, Винетт-стрит, Тисбери-Корт, Олд-Комптон-стрит, Брюэр-стрит, Буршер-стрит, Питер-стрит, Тайлерс-Корт, Флаксман-Корт, Бродвик-стрит, Сент-Энн Корт, Шератон-стрит, Д’Арбле-стрит, Холлен-стрит, Ноэль-стрит и Оксфорд-стрит.